# TIR

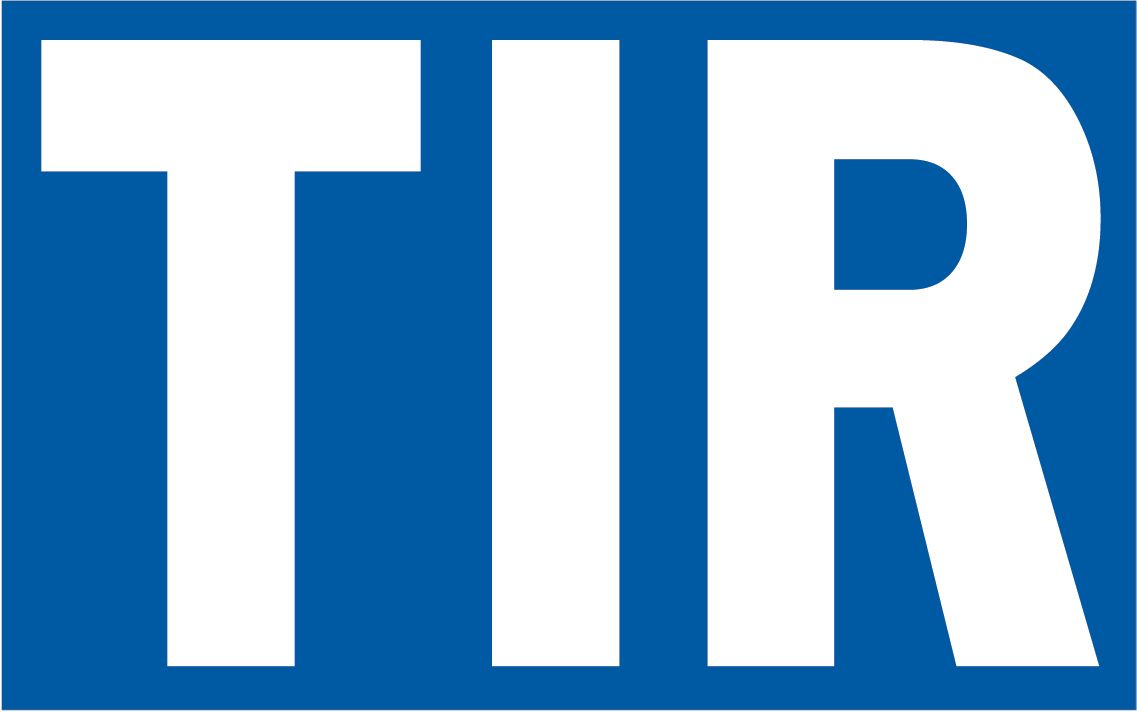
Табличка МДП

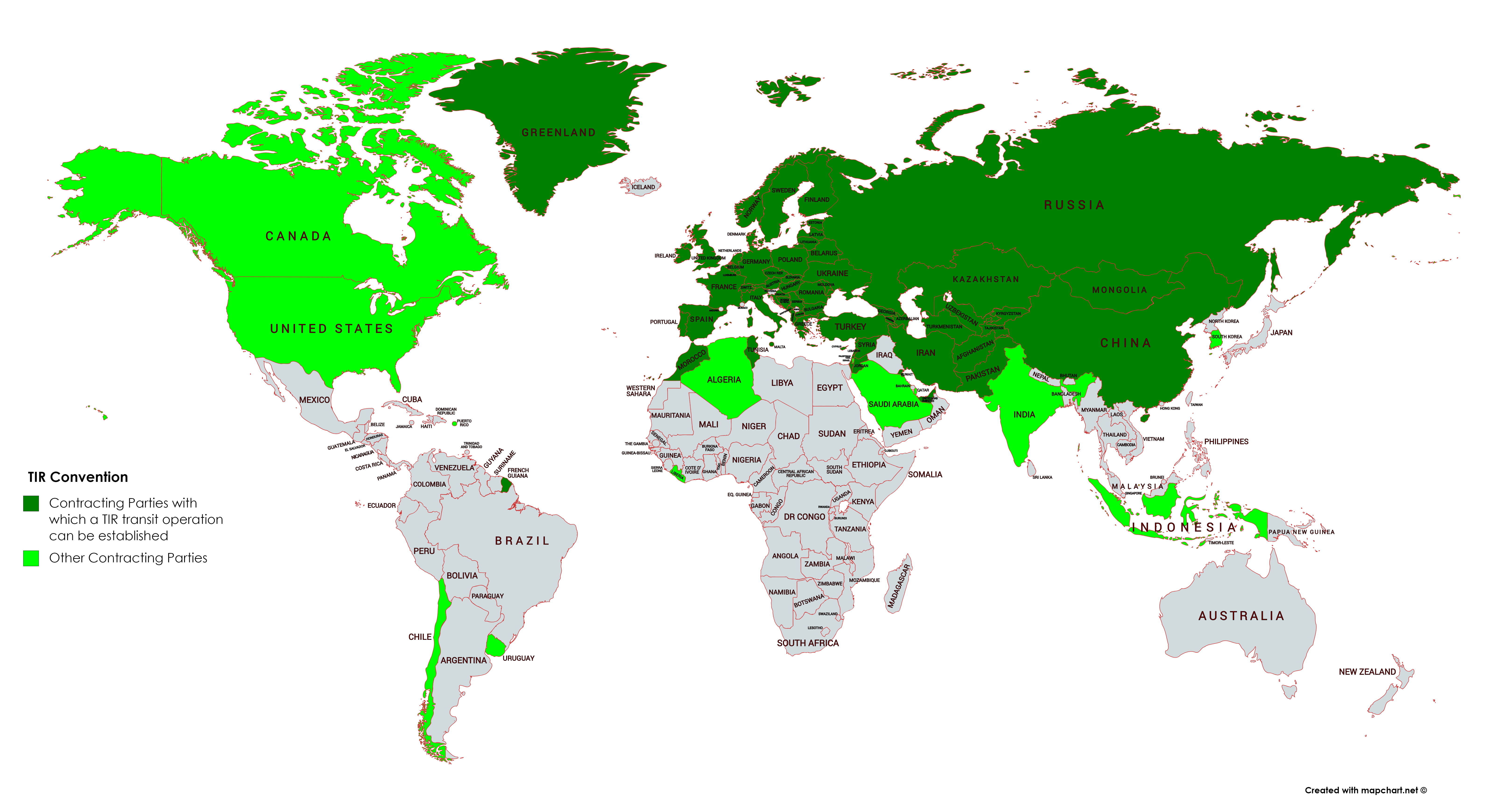
країни, які підписали угоду TIR
країни, які не підписали TIR, але, в яких вона діє

TIR (фр. Transports International Routiers, «Міжнародні дорожні перевезення») — система міжнародних автомобільних перевезень товарів, яка працює на основі Митної конвенції про міжнародні перевезення із застосуванням книжки МДП.
Через великі біло-сині літери TIR на автомобілях, що використовують цю конвенцію, слово «тір» стало неологізмом у багатьох мовах, де означає будь-яку велику вантажівку (наприклад, в італійській, польській, португальській, румунській та турецькій мовах).

## Історія
Систему було засновано 14 листопада 1975 року в Женеві для спрощення та узгодження адміністративних формальностей при міжнародних автоперевезеннях. Компанії, які спеціалізуються на міжнародних вантажоперевезеннях, і є учасниками асоціації, користуються митними документами, які називаються книжками МДП (Carnet TIR), за якими дозволяється перетинати кордон без сплати мита у прикордонному пункті перетину.
Міжнародна конвенція МДП та створена на її основі система були прийняті під егідою Європейської економічної комісії.

## Значення
Ця міжнародна транзитна митна система надає можливості для переміщення через кордон товарів:
- в опломбованих вантажівках чи контейнерах;
- відправлених з митниці в одній країні до митниці іншої;
- без обов'язкових повних перевірок, які займають багато часу, на проміжних кордонах;
- у визначений час, який надається митними органами, з дотриманням вимог безпеки й гарантіями.

Система перевезень TIR займається не тільки митним транзитом автошляхами, але поєднує, де це можливо, перевезення з іншими видами транспорту (наприклад, залізничним, річковим і навіть морським транспортом), у разі, якщо хоча б частина перевезення здійснюється автошляхами.
Зараз уповноважено понад 40000 міжнародних перевізників (відповідними органами своїх держав) для участі в системі TIR, і вони щорічно понад 3,2 млн разів використовують право прискореного оформлення митних документів.